# Coelognathus
Coelognathus – rodzaj węży z podrodziny Colubrinae w rodzinie połozowatych (Colubridae).

## Zasięg występowania
Rodzaj obejmuje gatunki występujące w Pakistanie, Indiach, Sri Lance, Bangladeszu, Nepalu, Bhutanie, Mjanmie, Chinach, Tajlandii, Kambodży, Wietnamie, Malezji, Singapurze, na Filipinach, w Brunei, Indonezji i Timorze Wschodnim.

## Systematyka

### Etymologia
- Coelognathus: gr. κοιλος koilos „wydrążony”[8]; γναθος gnathos „żuchwa”[9].
- Cynophis: gr. κυανος kuanos „ciemnoniebieski”[10]; οφις ophis, οφεως opheōs „wąż”[11]. Gatunek typowy: Cynophis bistrigatus J.E. Gray, 1849 (= Coluber helena Daudin, 1803).
- Compsosoma: gr. κομψος kompsos „elegancki”[12]; σωμα sōma, σωματος sōmatos „ciało”[13]. Gatunek typowy: Coluber radiatus Boie, 1827.
- Plagiodon: gr. πλαγιος plagios „ukośny”, od πλαζω plazō „odwrócić się”[14]; οδους odous, οδοντος odontos „ząb”[15]. Gatunek typowy: Coluber helena Daudin, 1803.

### Podział systematyczny
Do rodzaju należą następujące gatunki: 
- Coelognathus enganensis (Vinciguerra, 1892)
- Coelognathus erythrurus (A.M.C. Duméril, Bibron & A.H.A. Duméril, 1854)
- Coelognathus flavolineatus (Schlegel, 1837)
- Coelognathus helena (Daudin, 1803)
- Coelognathus philippinus (Griffin, 1909)
- Coelognathus radiatus (F. Boie, 1827)
- Coelognathus subradiatus (Schlegel, 1837)